# Édouard Manet i la seva dona
Édouard Manet i la seva dona (en francès Monsieur et Madame Édouard Manet) és un oli sobre llenç del pintor francès Edgar Degas realitzat entre 1868 i 1869.
Degas va regalar aquest quadre a Édouard Manet, però aquest el va menysprear, el va rebutjar i fins i tot en va destruir una part, per la qual cosa va ser motiu d'una gran distensió entre els dos pintors. Posteriorment Degas feu restaurar l'obra. Actualment es conserva al Museu Municipal d'Art de Kitakyūshū, al Japó.